# Das Grüffelokind
Das Grüffelokind (Originaltitel: The Gruffalo’s Child) ist ein computeranimierter Fernsehfilm aus dem Jahr 2011. Regie führten Uwe Heidschötter und Johannes Weiland.

## Handlung
Mutter Eichhörnchen erzählt ihren Kindern die Geschichte vom Grüffelokind, das sich, nachdem es von seinem Vater, dem Grüffelo, vor der großen, bösen Maus gewarnt wurde, nachts heimlich auf die Suche nach der Maus macht. Dabei trifft es im Wald nacheinander auf die Schlange, die Eule und den Fuchs, wobei es jedes Mal enttäuscht feststellt, dass es sich nicht um die Maus handelt. Zuletzt findet das Grüffelokind die Maus, und da diese klein ist und nicht gefährlich scheint, will es die Maus verspeisen. Die Maus kann das Grüffelokind überlisten, indem sie im Mondlicht Schattenspiele vollführt und dadurch die Ankunft der großen, bösen Maus vorgaukelt. Daraufhin flieht das Grüffelokind.

## Hintergrund
Das Grüffelokind ist die Fortsetzung des 2009 erschienenen Films Der Grüffelo. Er basiert auf dem Kinderbuch The Gruffalo’s Child (dt. Das Grüffelokind) von Julia Donaldson und Axel Scheffler. Die Coproduktion von BBC und ZDF wurde in Großbritannien erstmals am Weihnachtstag 2011 ausgestrahlt, die deutsche Erstausstrahlung war am Heiligabend 2012.

## Auszeichnungen
Das Grüffelokind gewann 2013 den von der Programmzeitschrift TV Spielfilm verliehenen Kinderfernsehpreis Emil.

## Synchronisation
Das Grüffelokind wurde bei der SDI Media Germany unter der Dialogregie von Frank Schaff synchronisiert.
| Rolle               | Englischer Sprecher  | Deutscher Sprecher |
| ------------------- | -------------------- | ------------------ |
| Mutter Eichhörnchen | Helena Bonham Carter | Heike Makatsch     |
| Grüffelokind        | Shirley Henderson    | Ben Hadad          |
| Grüffelo            | Robbie Coltrane      | Wolfgang Hess      |
| Eichhörnchenkind #1 | Sam Lewis            | Jasper von der Ahe |
| Eichhörnchenkind #2 | Phoebe Givron-Taylor | Lina von der Ahe   |
| Eule                | John Hurt            | Kaspar Eichel      |
| Fuchs               | Tom Wilkinson        | Frank-Otto Schenk  |
| Maus                | James Corden         | Christian Ulmen    |
| Schlange            | Rob Brydon           | Udo Schenk         |